# 범혼합
범혼합(Panmixia)은 개체군이 유전적으로 완전히 섞여있어, 모든 유전적 조합이 대립유전자의 비율에 따라 결정되는 상태이다.
유사한 말로 무작위 교배(random mating)는 교배 시점에서 무작위로 교배가 이뤄지는 경우이다. 특정 유전자 조합이 번식에 불리하여 조기에 탈락되는 경우가 많은 경우, 무작위 교배이지만 성년기의 개체만 따지면 범혼합에서 어긋나있을 수도 있다.

## 같이 보기
- 동소적 종분화
- 동류교배
- 이류교배
- 적합도
- 양적유전학